# Kryptonit
A kryptonit egy kitalált elem a Superman képregényből. Az elemet általában úgy mutatják, mintha Superman tősgyökeres bolygója, a Krypton maradványaiból jött volna létre. Általában káros hatásai vannak Supermanre nézve. A „kryptonit” név az elem formáinak egy változatát fedi, de általában a leggyakoribb „zöld” formára utal.
A kryptonit a Krypton bolygó anyagából jött létre, amikor az megsemmisült egy robbanásban. Általában izzó zöld kő vagy fém formájában található, de kristályos formák is megjelentek (legjelentősebb a kő formájú Kryptonit; lásd alább a Kryptonit formái) különböző színű változat közül ilyen a vörös forma.

## Történelem

### Eredeti változatok
Eredetileg a DC Univerzum volt az otthona az ásványok egy változatának, amelyeket kryptonit gyűjtőnévvel illettek. A Kryptonit leggyakrabban ábrázolt változata a zöld, még ha első megjelenésében vörösre is színezték a Superman képregényben (1. kötet 61. szám 1949. november-december). A Kaland képregényben (1. kötet, 171. szám 1950) a Kryptonitot – amely látszólag csapdába csalta Superboy-t – lilára színezték, de épp úgy hatott, mint az általános zöld. A Kryptonit más változatai gyakran kezdtek feltűnni, kezdetben az 1950-es évek második felének képregényeiben. A megjelenések csúcsát az 1960-as évek Superman történeteiben érték el.
Superman első Kryptonittal való találkozása nem kapott helyet képregényében. Valójában 1943-ban mutatták be a Superman rádiósorozatban. Mindkettő cselekmény eszköze volt és megengedte a Superman-t alakító szinkronszínésznek Bud Collyer-nek, hogy alkalmanként ugorjon az időben. Az epizód, amelyben először tömören megjelent most csak forgatókönyvként létezik, de az anyag legalább egy fő cselekményvonalban szerepet játszott a műsor menete során. Nem létezett 1949-ig, amíg a képregényírók mindkettőt bele nem foglalták történeteikbe, mint Superman számára kényelmetlen veszély és gyengeség valamint Superman történetéhez egy érdekes elemet adva hozzá.
A Superman társalkotója Jerry Siegel írt egy történetet 1940-ben, amely magában foglalt egy Krypton darabot, erre K-Fémként utalt, ami elrabolta Superman erejét, miközben szupererőket adott az embereknek, de a történetet soha nem jelentették meg.
Az Ezüst Kori történetekben megmutatták, hogy a robbanásból származó Földre hullott Kryptonit mennyiség, bármelyik tekintélyes méretű bolygó számára, túl nagy lett volna az egyenletesen való eloszláshoz. A magyarázat erre a szabálytalanságra a képregényekben az, hogy a Kryptonit nem egyenletesen oszlott el, de inkább az, hogy a Superman-t a Földre elhozó kísérleti jármű Kryptonitot és más anyagokat hozott magával. Hasonló magyarázatot használtak a 90-es évek Superman rajzfilmsorozatában és a 2000-res évek Smallville című sorozatában is.
Lehetőség volt zöld kryptonit mesterséges létrehozására, amit, a gazember zseni Lex Luthor hajtott végre különféle alkalmakkor. Azonban ritkán volt rá szüksége, hogy így tegyen, hisz olyan bőven volt Kryptonit, hogy elővigyázatosságból sok közönséges bűnöző tartott készleten Superman beavatkozása ellen. Egy 1971-es történet fonalban az összes Földön ismert Kryptonitot vassá változtatták, de a Kryptonitot mesterségesen ismert és ismeretlen eszközökkel és hozzáadott a Krypton felrobbanásából megmaradt anyagokból, amelyeknek az űrből való aláhullása folytatódott, tehát, még mindig tudták gyártani. Ennek a történetfonalnak még mindig megvan a hatása és elérte szándékát, nagyban csökkentve a Kryptonit használatát a Superman történetfonalakban.
A kryptonit olyan sugárzást bocsátott ki, amelynek ártalmas hatása volt az őslakos kryptoniakra, így Superman-re nézve is. Habár a Kryptonit különböző változatainak különböző hatásai voltak, hosszú ideig azt feltételezték, hogy a Kryptonit sugárzás ártalmatlan a nem-Kryptoniakra nézve, de alkalmanként jelentettek elszigetelt incidenseket, ahol szórványos hatása volt emberekre nézve. A Kryptonit egyik formáinak sem ismert a felezési ideje.

### Modern Változatok
Az 1985-ös Válság Végtelen Földeken című korlátozott sorozat után és az író John Byrne ez után következő 1986-os Superman mítosz áttekintésében a Kryptonit állapota mérhetetlenül megváltozott. A Válság-utáni világegyetem, a Kryptonitnak csak egy formája fordult elő a természetben: a zöld változat. Ahogy felfedték a Krypton Világa című mini sorozatban, a Fekete Nulla terrorista csoport által kieszközölt világvége szétszakító robbanásában, elindított egy lassú láncreakciót a Krypton magján belül, amely a Krypton ősi elemeinek egy új radioaktív elemben való egyesülését okozta.
Amint átléptük az ezredfordulót, az ebből az elemből származó hatalmas háttérsugárzás egyre több kryptonit kezdett megölni. A hatóságok eltitkolták, hogy tudnak a „zöld halálról”, de Jor-El a tudós képes volt kinyomozni a sugárzás forrását. Felfedezte, hogy az új elem mennyisége a Krypton magjában kritikus tömeget ért el és hamarosan fel fog robbanni megsemmisítve a bolygót. Ez párhuzamos volt a Krypton Válság-utáni változatával, amely megsemmisült, amikor urániummagja felrobbant. Egy egyszerűsítetlen szerepjátszó játékot Roger Stern képregényíró egészítette ki, aki az új elemet „Kryptonium”-nak nevezte a gyakori érce, pedig a Kryptonit lett. Azonban ezt nem vallották be a képregényekben.
Az áttekintett történetekben a Kryptonit sokkal ritkább volt a Földön, az egyetlen ismert minta az ököl méretű darab, amely úgy menekült el a felrobbanó Krypton bolygóról, hogy beágyazta magát Kal-El űrhajójának farkába. A minta volt a felelős a szuper gazfickó Conduit szuper erejének előidézéséért. Később eltávolították az űrhajóból, és a cyborg Metallo erőforrásává vált újra természetes urániumnak felelve meg. Úgy alakult, hogy ezt ellopta Lex Luthor, akinek volt egy kivágott mintája a fő kőből és ezt belefoglaltatta egy pecsétgyűrűbe. A gyűrűből származó sugárzás távol tartotta Superman-t, de a lefolytatott nyomozás bebizonyította, hogy karcinogén. A Kryptonit gyűrűt jelenleg Batman vette gondozásába. A kő másik részét belemetszették egy Kryptonit tölténybe. Az első minta egy ismeretlen méretű töredéke biztonságosan el van raktározva a Magány Erődjében.
Amint a Lexcorp mintadarabjait elosztották, sok közülük más bűnszervezetek és szuper gazfickók birtokába került. A Detektív Képregények Világegyetemében sok évig csak egyetlen fajta jellem tudott volna Kryptonithoz hozzáférni, akinek volt egy darabja ebből az eredeti mintából vagy valahogy elhozta a Krypton maradványai közül. Azonban a közös Superman Batman sorozatban Supergirl megjelenésével nemrégiben megváltozott ez a helyzet, amelynek során, Supergirl űrhajójának Gotham Öbölbe való megérkezését több tonna mennyiségű Kryptonit hullása kísérte.
A Kryptonit típusok egy változata hasonló a Válság-előtti területre, amely a Zseb Világegyetemben jelent meg, amelyet a Szuper-hősök Légiójának gazfickója az Idővadász alkotta meg. Superman mialatt látogatta a Zseb Világegyetemet, ennek a világegyetemnek az ősi arany Kryptonitját használta. (úgy találta, hogy immunis volt arra a Kryptonitra, ami ebben a valóságban létezett.) Az arany Kryptonit eltávolította Zod Tábornok és számos más Fantom Zónabeli bűnözők erőit, akik egész életükre megsemmisültek abban a világban. Aztán Superman zöld Kryptonit használatával végrehajtotta a gazfickók bűneiért járó büntetését.
Két Válság-utáni történet sajátossága volt mesterségesen létrehozott vörös Kryptonit. Az első egy Kryptonit-szerű, de nem radioaktív kő volt, amely úgy tűnt, hogy megfosztotta Superman-t az erőitől, (habár, a forrás Mr. Mxyzptlk mágiája volt.) a Krimson Kryptonit Válsága című történetben.
A második az Igazság Liga Bábel Tornya című története, melyben a vörös Kryptonitot Batman hozta létre, azért hogy megállítsa Superman-t anélkül, hogy megölné őt, ezt szükséges lenne bebizonyítani. Ra's al Ghul lopta el, aki gyorsan használatba vette. Ez a Kryptonit egy „viszonylag stabil” izotópja, amely, kiszámíthatatlanul szétbomlasztja a kryptoniak sejtjeit, úgy, mint a Válság-előtti változata. A történetben úgy alakult, hogy Superman világos bőre „napelemeiben” túltöltődést eredményezett.
A 90-es években a Kryptonit kő modern változatban újra megjelent a Detektív Képregények ezüst kori korlátozott példányszámú sorozatában.
Később a közös Batman Superman képregényben egy nagy rejtett változatos színárnyalatú – a Válság-előtti változatokhoz hasonló – Kryptonit készletet találtak a Földön és legtöbbjét összegyűjtötte és elraktározta az Igazságliga és az Igazságtársadalom. Hogy a jövőben a Superman történetekben milyen hatásai lesznek a Kryptonit ezen változatainak az bizonytalan marad.

## „Tudomány” a Kryptonit mögött
Néhány Superman kiadványban jelölve van az a mechanizmus, amely által a zöld Kryptonit árthat Superman-nek. Superman néhány módon napelem, mint a Hanna–Barbera Madárembere. Sejtjei a sárga csillagokból – mint amilyen a Föld Napja – elektromágneses sugárzást nyelnek el. Lehet, hogy a Kryptonit radioaktivitása megakadályozza ezt a fél-fotoszintetikus folyamatot, fájdalmas módon kivonva sejtjeiből az energiát. Hosszú távú és magas szintű zöld Kryptonitnak való kitettség végzetes lehet Superman számára. A Válság-utáni képregényekben a Kryptonitnak való hosszú távú kitettségről tudják, hogy ugyanolyan hatásai vannak az emberi létűekre, mint a földi születésűekre a radioaktív anyagoknak való kitettség. Ezek a hatások rákot idéznek elő. Lex Luthor véletlenül fedezte ezt fel, miután szert tett egy zöld Kryptonit darabbal ellátott gyűrűre, bevetette, hogy védelmet biztosítson Superman ellen. Luthor először rákban elvesztette azt a kezét, amelyen a gyűrűt viselte és később agyát új klónozott testbe kellett átültettetni, miután eredeti testében szétterjedt a rák. Találgatják, hogy a Kryptonit talán egy elméleti „stabilitás szigetén” helyezkedik el, magasan a periódusos rendszerben a jelenleg ismert labilis elemeken túl a 150-es atomszám környékén. E szerint az elmélet szerint a Föld Kryptonitjának átalakulását természetes atombomlásának felgyorsulásával tudták megmagyarázni.
A Kryptonit különböző formái a zöld Kryptonit sokféle allotrópjait vagy izotópjait mutathatják be akár egy egzotikusabb variációkompozícióban, amely jelenleg még ismeretlen részecskéken alapul.
A szokásos kémiai nevezéktanban az –it utójel talán egy összetett szót jelöl (pl. az uránit összetett szó tartalmazza az uránium elemet). Ennélfogva, a név arra utal, hogy a kryptonit egy összetett szó és nem egy elem ( a harmadik Superman filmben kitart valami a „matróz” elemzés mellett). E fölött a dolog fölött általában szemet hunynak a képregények, de egy egyszerűsítetlen játék forráskönyv „egy szokatlanul stabil uránon túli elemnek a szuper-aktinid Kryptoniumnak – melynek atomszámát 126-nak hiszik – gyakori érceként” utalt a Kryptonitra. A Kryptonium felezési idejét 250 000 évente tartják számon. (forrás: Roger Stern: Superman Az Acélember 1992).
A csillagászatban találtak egy gondolatot az -it képző forrásáról, amiben a meteoroid egy mély űrben lebegő kő, egy meteor egy csíkot húz az égen és a meteorit egy kő, amely a földön fekszik, miután lehullott az égből. Az -it képzőt használhatták volna a Krypton azon darabjainak jelölésére, melyek a Földre estek.
A már említett atomszámot megerősítette a Lois és Clark: Superman Új Kalandjai című sorozat első évadjának „Az otthon zöld izzása” című epizódja, ahol azt állították, hogy a Kryptonit a 126-os periódusos rendszerbeli elem és „rendkívül magas frekvenciájú sugárzást bocsát ki, amely úgy tűnik nem hat emberekre.” Magának az anyagnak az epizód legvégéig nem volt hivatalos neve, amikor Lois Lane javaslatától, hogy nevezzék „Kryptonium”-nak tartózkodtak Clark Kent „Kryptonit”-ja javára. Annak a ténynek köszönhetően, hogy eleinte meteorit formájában jelent meg. A feltételezett 126-os atomszám az Unbihexiumnak vagy az eka-Plutoniumnak a „stabilitás szigetének” legstabilabb elemeinek az atomszáma.
A Superman visszatérben, egy kőtöredékben további Kryptonit darabot találtak, még egyszer Addis Abebában. Ezt Lex Luthor egy Metropolis-I múzeumból lopja el és kutatásában használja fel, amely egy új földtömegű Kríptonit megalkotására irányul. A kőfejtési folyamat során a kőről kiderül, hogy jelentős mennyiségű zöld Kryptonitot tartalmaz. Egy tudományos nevet adtak a kőnek, amely ebben az esetben: Nátrium lítium bór szilikát hidroxid fluorral'. A bórszilikát üvegként gyakorta zöld színű kristály és kézenfekvő, hogy az emberek tévesen Kryptonitként azonosíthatták, nem 'ismeretlen' összetevőként tartják számon, egyről talán feltételezik, hogy ez a nátrium-lítium-bórszilikát-fluor keverék a zöld Kriptonit aktuális összetétele.

## A Kryptonit formái

### Változatok
A Kryptonit változatos ismert formái összefoglalva a Superman képregényekben:

#### Zöld Kryptonit
A Kryptonit leggyakoribb formája. A szuper erejű kryptoniaknak azonnali fizikai fájdalmat és legyengülést okoz és órákon belül megöli őket. Emberekre vagy szuper erővel nem rendelkező kryptoniakra nézve nincsenek hosszú távú hatásai (habár szigorúan véve a Válság-utáni folytatásban a hosszú távú kitettség látszólag halálos az emberekre nézve.) Egy kora ezüstkori történetben, Superboy védettséget épített ki bizonyos zöld Kryptonit darabokkal szemben, nem végzetes kitettség ismételgetésén keresztül, ahogy „A Nagy Kryptonit Rejtély” című történetben látható. (Superboy 1. kötet 58. szám 1957. július) (Ezt az ötletet tovább fejlesztették a Más Világok című sorozat Eljövendő Királyság című epizódjában, amikor Luthor felfedezi, hogy az idősebb Superman napsugárzásban való elmerülése viszonzásul évek óta védetté tette a Kryptonittal szemben.) Testetöltéskor legtöbb esetben az ólom gátolja a Kryptonit hatásait. Smallville-ben a zöld Kryptonit attól függően, hogy finomított vagy sem hétköznapi embereknek – őket megváltoztatva – különleges képességeket okozhat. (például tűzkeltés pirokinézissel vagy egy tárgy jegesítése egy ponton való hőelnyeléssel) De ezen esetek legtöbbje véletlen volt (a mutánsokat véletlenszerűen kiállították). Mások elkezdtek Kryptonitot felkutatni és finomítani, mert el akarták nyerni annak hatásait. Egy Marsh nevű szereplő folyékony Kryptonitot lélegzett be, hogy emberi szupererőre tegyen szert, ez ideiglenesen Kryptonit sugárzással ruházta fel, így a megállítására vonatkozó képtelenséget okozva Clark-nak, amíg az „adag” elenyészett.

#### Vörös Kryptonit
Olyan zöld Kryptonitból jött létre, amely keresztülment egy rejtélyes vörös színárnyalatú felhőn útban a Föld felé. A vörös Kryptonit véletlenszerű hatásokat vált ki a kryptoniakból, kezdetben általában élcelődő hatást hoz létre azokban, akikre hatott. Nincs két egy forma vörös Kryptonit darab, amelynek ugyanaz a hatása. A vörös Kryptonit hatásai általában 24-48 óra alatt múlnak el (bár néha még 72 óráig is eltarthatnak), amely ráhatás után a szóban forgó kryptoni már mindig védett azzal a konkrét vörös Kryptonit darabbal szemben. Superman a következő hatásoktól szenvedett a különféle vörös Kryptonit daraboknak való kitettség során: sárkánnyá, erőtlen óriássá, törpévé, hangyafejű emberré, őrültté és amnéziássá változott; képtelenné vált arra, hogy bármi zöld színűt lásson; hihetetlenül hosszú haja körmei és szakálla nőtt; teljesen erőtlenné vált; szert tett a gondolatolvasás képességére; elvesztette teste bal oldalának sebezhetetlenségét; szétszakadt egy gonosz Superman-re és egy jó Clark Kent-re. Továbbá képtelenné vált bármiféle beszédre vagy írásra kivéve kryptoniul (a nyelven amelyet a Kryptonon használtak); extra halom karjai nőttek; elügyetlenedett, amikor segíteni próbált; testet cserélt a hozzá legközelebb eső személlyel; gyorsan megöregedett; összetett személyiségbeli változásokon esett át. Egy Válság-utáni folytatásban, jelent meg először a vörös Kryptonit Mr. Mxyzptlk egy mesterséges készítményeként; később fedeztek fel egy második Ra's al Ghul által létrehozott mesterséges változatot, aki azokat a jegyzeteket használta, amelyeket Batman-től lopott el. Az a vörös Kryptonit, amit Batman alkotott meg, hasonló a Lois és Clark féle sorozatban lévőhöz, amelyben a vörös Kryptonit Superman erőinek irányíthatatlanságát okozza. A Smallville című tv-sorozatban a vörös Kryptonit komoly változásokat okoz Clark Kent személyiségében, lázadóvá, kiszámíthatatlanná valamint erotikus és önző érzelmeiben tisztán áthatóvá válik. Ilyenkor általában bőrzakót visel és motorozik.

#### Arany Kryptonit
Véglegesen elveszi a kryptoniak szuper erőit. Egy történetben, azonban ideiglenes ellenszert fejlesztettek ki, ami rövid időre megakadályozta ezt a hatást. Egyértelmű okoknál fogva, ezt a Kryptonit változatot nagyon keveset használták a Superman történetekben. Kulcsszerepet játszott az 1982-es Fantom Zóna című korlátozott példányszámú sorozatban, az 1986-os Superman képregényben és később a közös Superman-Batman képregényben az alábbi két hitelesítetlen történetben melyeknek címei: „Vajon mi történt a holnap emberével? Generációk.” Kezdetben tömören jelent meg a Detektívképregények Válság-utáni Univerzumában, amikor Superman egy kryptoni bűnözőhármason használta, miközben ellátogatott a Zseb Univerzumba (Superman Kalandjai 444. szám, Superman rajzfilmsorozat 2. évad 22. rész). Az arany Kryptonit a Villanás képregény 175. számában is megjelent, amikor Superman-nek és a Villanásnak versenyeznie kellett az univerzum végéig. Ahogy a Világ Legjobb Képregényei című képregénysorozat 159. számában 1966-ban idézték: az arany Kryptonit hatótávolsága 2 láb (61 cm). A főáramvonalas Detektívképregények Válság-utáni Univerzumában jelent meg, hogy egyszer gyorsított ütemű öregedést okozott Superman-nek, de nem erősítették meg, hogy ez vajon minden arany Kryptonitra igaz-e, mert ez a változatot feltehetően az időutazó Gog hozta létre.

#### Fehér Kryptonit
Elpusztít minden növényi jellegű életet, mindegy, hogy kriptoni növény vagy nem. A kitettség azonnali rothadást idéz elő, körül belül 25 yardos (23 m) hatótávolságban. Ennek a változatnak a képregényekben való legkiemelkedőbb használatára az X Vírus megsemmisítésekor került sor, amit egy történetszál fedett fel az 1968-as Akcióképregények sorozat 362-366. számaiban ahol tulajdonképpen ez a vírus a növényi lét egy formája volt.

#### Kék Kryptonit
Potter Professzor sokszorosító sugarának egy kevés zöld Kryptoniton való használatának eredménye. A Válság előtt, csak a bizarrokra hatott hasonlóan, mint a zöld Kryptonit a kryptoniakra. A válság után, a kék Kryptonit összeszedettebbé, udvariassá és jószívűvé tette a bizarrokat. Módosította a bizarrok egyedi nyelvhasználatát. Így egy bizarro „Engem vagyok bizarro.” helyett azt mondta: „Én egy bizaRro vagyok.” A Superman Batman közös képregény 25. számában, egy bizarro felveszi a batzarrok kék Kryptonit gyűrűjét és 12. értelmi szintre jut.

#### Anti-Kryptonit
Nincs hatása a szupererővel rendelkező kryptoniakra, de a szupererővel nem rendelkező kryptoniakra ugyanúgy hat, mint a zöld Kryptonit. A Kryptonitnak ez a változata volt az, amelyik a Válság-előtti képregényekben megölte Argo City legtöbb lakóját. Címlapon való bemutatása valószínűleg egy írói hiba volt, mert az eredeti Argo City történetben nem hívják Anti-Kryptonitnak. A Válság-utáni képregényekben Ultraman-nek Superman gonosz ellenpéldányának erőforrása, aki egy változó ellenanyagot tartalmazó univerzumban él.

#### X-Kryptonit
Supergirl hozta létre, miközben zöld Kryptonittal kísérletezgetett, abban a reményben, hogy ellenszert talál. Ez kryptoniakra nem hat, de ideiglenesen szuper erőket helyez letétbe földi létformákba, leginkább Supergirl macskájába, Streaky-be.

#### Ékszer Kryptonit
Megnöveli a Fantom Zóna lakóinak fizikai erőit megengedve nekik, hogy illúziókat vetítsenek a „való világba” vagy irányítsák az emlékezetet. A Kryptoni Ékszer Hegység egy megmaradt hegyláncából készült. (Bemutatták egy képregénytörténetben, Zod és Ursa használta az Zónán kívül a „való” világban arra, hogy felrobbantsák a birtokukban lévő darabot és visszajuttassák magukat a Fantom Zónába. Így valószínű, hogy bármelyik kryptoni kieszközölheti Ékszer Kryptonit használatát, amíg közvetlen közelségében vannak.) A Válság-előtti ezüst kori korlátozott példányszámú képregénysorozatban egy a Kryptoni Ékszerhegységből származó prizma alakú ékkövet használt az Igazságtalanliga az Absorbacon fizikai megerősítésére, de nem Ékszer Kryptonitként utaltak rá.

#### Lassú Kryptonit
A zöld Kryptonit egy tudós által gyártott módosított változata. Ahhoz hasonlóan hat az emberekre, mint a zöld Kryptonit a kryptoniakra. A Bátrak és Arcátlanok című képregényben jelent meg. Ha hatással van egyáltalán kryptoniakra akkor sincs erről dokumentum.

#### Magno-Kryptonit
Mesterségesen hozta létre a Nero nevű gazfickó. A Magno-Kryptonitot minden eredetileg a Kryptonról származó anyag mágnesesen vonzza, Jimmy Olsen szerint, „olyan hihetetlen erővel, ami elől még Superman vagy Bizarro ereje sem menekülhet el”. Nem specifikusan állították, hogy az ötvözet bármely része kryptoni származású. (Superman haverja, Jimmy Olsen című képregény 92. szám)

#### Bizarro Vörös Kryptonit
Ugyanúgy hat az emberekre, ahogy a vörös Kryptonit a kryptoniakra. A Superman haverja, Jimmy Olsen című képregény 80. számában jelent meg.

#### Rózsaszín Kryptonit
Egy változékony időszaktól kezdve egy 2003-as Supergirl Peter David által írt történetszálban, a Kryptonit eme bizarr változata a kétségtelenül heteroszexuális kryptoniakat ideiglenesen homoszexuálisokká tette. Ezt csak egy oldalról látszott, Superman hízelgő megjegyzéseket tett Jimmy Olsen-re, öltözködésével és díszítési érzékével kapcsolatban. Ez az évek során felvonultatott sok Kryptonit változatot parodizál, valamint az Ezüst korszak „ártatlanabb időszakait” is. (Lois Lane úgy van ábrázolva ebben a történetben, mintha nem értené meg, hogyan jött létre Superman.) A Kryptonitnak ezt a változatát nem használták a fő áramlatot képviselő képregények folytatásaiban, de nem volt szándékos csupán vicc és talán nem is volt jó. A sajátságos történetben Linda Danvers Kara Zor-El-nek volt beöltöztetve és számos módon megváltoztatták az eredeti időrendet, amíg a Kísértet helyre nem állította. Azonban sosem Linda jelenléte okozta a rózsaszín Kryptonit létrejöttét, tehát bizonyára már létezett és valójában Superman ki volt neki téve. Az Ezüst korszak folyamán ez a történet elmondatlan maradt az olvasók számára, mert, ha kedvelik Lois-t, akkor nem értékelték volna a humort.

#### Kryptonit-X vagy Kryptózium
A szűrt/finomított Kryptonit egy formája. Emil Hamilton Professzor használta a „Kryptonit-X” kifejezést (Superman Kalandjai 511. szám 1994. április 13. oldal) annak az anyagnak a megnevezésére, ami helyreállította Superman erőit egy a Cyborg Superman néven ismert gazfickóval való összetűzés után Motorvárosban. (Superman rajzfilmsorozat (2. évad) 82. epizód, a „Superman Visszatérése” című történetszál része.) Ez az anyag akkor jött létre, amikor a Cyborg egy hatalmas Kryptonit darabot használva megkísérelte megölni a gyenge, erőtlen, lábadozó Superman-t. A Pusztító, aki egy kryptoni mátrixot használva faux-kryptoni testet öltött, Superman elé ugrott, mielőtt a Kryptonit által kibocsátott energia megölhette volna. A pusztító erőfeszítései ellenére a Kryptonit energiája eltalálta Superman-t, de ahelyett, hogy megölte volna, a Pusztító összes jellegzetes kryptoni képességét átruházta Superman-re, valamint finomított/szűrt formájú Kryptonittal töltötte meg Superman testét. Ez az anyag végső soron ahhoz vezetett, hogy Superman felgyorsult napfény elnyelésének és túlzott energia elraktározásának köszönhetően túl izmos óriás lett.

#### Fekete Kryptonit
A fekete Kryptonitot először a Smallville televíziós sorozatban mutatták be a negyedik évad első „Keresztes Hadjárat” című epizódjában. A fekete Kryptonitnak megvolt az a képessége, hogy szétszakítsa a kryptoniak személyiségét. Később a negyedik évad „Ónix” című epizódjában jelent meg, ahol kiderült, hogy emberi testeket szakít szét fizikailag. A sorozatban fekete Kryptonit hozható létre zöld Kryptonit szuper-hevítésével. Később szert tett első megjelenésére a Detektív Képregények-sorozat Supergirl képregényének 2005-ös szeptemberi 2. számában, ahol láthatóan birtokolta egy személy vagy egy személy személyiségének két külön létre való szakításának képességét. A Supergirl képregény 3. számában Lex Luthor fekete Kryptonitot használt Supergirl ellen, ami két különálló emberré való szétszakadását okozta, az egyik Supergirl hagyományos jelmezét viselte, a másik pedig annak fekete-fehér változatát. Fekete-fehér jelmeze hasonló volt ahhoz, amit Superman viselt, amikor visszatért a halálból. Luthor megjegyezte, hogy a fekete Kryptonitot az önmagát istennek tartó Sötétség adta neki, aki talán felelős az alkotásáért. (A mozifilm Superman III-ban a mesterséges Kryptonitnak hasonló hatásai voltak Superman-re). A Superman Összes Csillaga című képregényben, ami a Dtektívképregények Univerzumának folytonosságán kívül kapott helyet, a fekete Kryptonit majdnem olyan gonosszá teszi Superman-t, mintha Bizarro Superman-né alakult volna át.

### Kryptonit Utánzatok

#### Zölden Világító Test gyűrűk
Használhatóak zöld Kryptonit sugárzás utánzat kibocsátására. Ez a sugárzás Superman és más kryptoniak számára épp olyan erős és fájdalmas, mint a valódi sugarak, de gátolható bármilyen sárga színű tárgy a zöld Lámpás zöld Kryptonitja és a kryptoni egyén közé helyezésével. A gyűrű-hordó a sugárzás koncentrációját enyhítve el is fogja oszlatni a hatást.

#### Mesterséges Kryptonit
(általában a zöld vagy vörös változat) a képregényekben sikeresen Lex Luthor, Batman és Ra's al Ghul gyártotta. Bebizonyították, hogy kevésbé erős, mint az eredeti Kryptonit, különösen nehéz létrehozni, rövid felezési ideje van, ami egy rövid időszak után haszontalanná teszi. A Más Világok című két részes történetben, melynek alcímei: Batman: A Sötét Lovag Visszatér, Zöld Nyíl, megsebesítik superman-t egy mesterséges Kryptonit nyíllal. Bruce Wayne megjegyzi, hogy nagyon drága volt kifejleszteni.

#### Mágia
A mágia használatához értő felhasználók képesek lehetnek Krytonit létrehozására, úgy ahogy Mr. Mxyzptlk tette, „A Krimson Kryptonit Válsága” című történetben, (noha az ő vörös Kryptonit változata kidolgozásaiban különbözött a hagyományos változattól). Amikor Jimmy Olsen Dzsinné változott a Superman Haverja Jimmy Olsen című képregény 42. számában (1960. január) gazdája, Abdul, azt parancsolta neki, hogy változzon Élő Kryptonittá, ekkor Jimmy a zöld Kryptonitot választotta.

### Tréfák
A képregényekben lévő Kryptonit néhány változatáról kiderült, hogy tréfákat foglalnak magukban:

#### Ezüst Kryptonit
egy sajátos esetben a Superman haverja Jimmy Olsen című képregény 70. számában az Ezüst Kryptonit Superman pályafutásának ezüst évfordulója körül keringő tréfa. Az Ezüst Kryptonit egy másik formában a Smallville tv-sorozat mitológiájának része, de NEM a képregény folytatása.

#### Sárga Kryptonit
egy másik kitalált változat, ezt egy Lex Luthor által a háttérből irányított tréfában használták.

#### Kryptonit Plusz
vagy 30 kőből álló Kryptonit módjára nem izzó változatos színű kőhalom, amit meg nem nevezett földönkívüli szuper betolakodók a Föld holdján hagytak és aztán azt mondták, hogy Kryptonit Plusz vagy talán az Ultra Kryptonit egy formája volt. Valójában Tikron Kövek voltak a Superman haverja Jimmy Olsen című képregény 126. számából (1970 januárjából).

#### Lila Pöttyös Kryptonit
Streaky kitalált történetében említették meg a Krypto, a szuperkutya című rajzfilmben. Ez a hamis Kryptonit arra készteti Krypto-t, hogy csóválja a farkát.

## Más Médiában
A Kryptonitot eredetileg az 1940-es évek rádiósorozata számára alkották meg. A Kryptonit mégis változatos formákban jelent meg a változatos Superman média melléktermékekben. Akryptonit ábrázolásai a különféle Superman filmekben és sorozatokban leginkább zöld Kryptonitra korlátozódtak a vörös és kék változatok alkalmi feltűnéseivel.

### Mozifilmek (1978-1987)
A Kryptonitot megjelenítették az első klasszikus Superman mozifilmben is 1978-ban. A filmben Lex Luthor (Gene Hackman) és haverjai Otis (Ned Beatty) és Miss Teschmacher (Valerie Perrine) Etiópiába Addis Abebába utaztak, ahol egy múzeumból elloptak egy nagy zöld Kryptonit darabot az éj leple alatt. Ebben a filmben úgy tűnt, hogy a „Kryptonit” kifejezés használata, egyszerűen egy „kryptoni meteorit”-ot jelentette. Két nukleáris rakéta közös kiválasztása és az Egyesült Államok két szemközti vége felé való elindítása után, Lex Luthor az ellopott zöld Kryptonitot egy lánc segítségével Superman (Christopher Reeve) nyakába helyezte és belökte őt egy medencébe. Amikor Valerie Perrine karaktere, Miss Teschmacher megtudta, hogy az egyik rakéta anyja otthona felé tartott, megmentette Superman-t a vízbe fulladástól azzal, hogy annak nyakából eltávolította a Kryptonitot így annak ereje és képességei gyorsan visszatértek.
Egy kátrány tartalmú mesterséges Kryptonit tökéletlen előállítása jelent meg a Superman III –ban. Ross Webster (Robert Vaughn) mesterséges Kryptonit megalkotását rendelte el, miután emlékezett egy Daily Planet-beli történetre az utolsó eredeti Kryptonit darabról, ami Földre zuhanása után évekkel korábban eltűnt. (Tisztázatlan, hogy Webster Kryptonit rablásról szóló forrásai a Superman első részére utaltak-e.) Gus Gorman (Richard Pryor) fejlesztette ki azzal a szándékkal, hogy zöld Kryptonit másolat legyen. A Kryptonit egykori lelőhelye koordinátáinak műholdon keresztül való megkeresése után az eredmény egy kis százalékban megtalálható ismeretlen összetevő lett. A döntő de ismeretlen összetevő kátránnyal való helyettesítése, olyan mesterséges Kryptonitot eredményezett, amely vörös és fekete Kryptonitként viselkedett; ez esetben a Kryptonit gonosszá tette Superman-t és végleg két személyjé szakította szét. A gonosz Supermant és Clark Kentet, Superman megmaradt jó tulajdonságainak megtestesítőjét ekkor egy epikus harc foglalja le egy sivatagos hulladékudvarban, ahol a győztes, Clark felbukkan és a gonosz Superman eltűnik a szemünk elől. Később a filmben Gorman alkotása az Alapszámítógép Kryptonit sugárral súlyosan legyengíti Superman-t, mielőtt Gorman meggondolja magát és megtámadja a saját gépét.
A Superman Visszatérben, egy kőtöredékben egy további Kryptonit darabot találtak megint csak Addis Abebában. Lex Luthor ellopja egy metropolis-i múzeumból és egy új Kryptonit megalkotására irányuló kutatásában használja.

### Lois és Clark – Superman legújabb kalandjai
A Kryptonitot mindenütt használták a 90-es évek Lois és Clark – Superman legújabb kalandjai című televíziós sorozatában.
Az első zöld Kryptonit drarabot a Kent család barátja Wayne Irig fedezte fel a Smallville-i Kent farmon az „Otthon Zöld Izzása” című epizódban. Mintát küldött a kőből a helyi egyetemre. Ez felhívta Jason Trask figyelmét. Trask vezette az Irodát egy titkos kormányszervezetet, ami észrevett földönkívüli fenyegetések után nyomozott. Trask paranoid módon azt hitte, hogy Superman volt egy földönkívüli elözönlés első követe. Miután megértette, hogy a radioaktív meteorit a Kryptonról származik megkísérelte Superman megölésére használni a követ. Ennek következtében a meteorit fő töredéke megsemmisült és Trask-et megölte a helyi sheriff. Következésképpen csak Clark Kent és szülei tudtak annak igazi létezéséről. Clark és partnere, Lois Lane lehozták az incidenst a Daily Planet-ben. Trask érzéki csalódásait úgy jellemezték, mint ha azok egy „mítikus” kőről szóltak volna, amely meg tudná ölni Superman-t. Ironikus, hogy ebben a cikkben, maga Clark Kent volt az aki a Kryptonról származó radioaktív meteoritot először „Kryptonit”-nak nevezte.
Mint a Barbárok a bolygón (1. rész) és a Luthor háza (2. rész) című epizódokban mutatták a Kryptonit történetét Superman ősellensége, Lex Luthor szőtte. Sok rendelkezésére álló forrását használta, hogy lenyomozza az eredeti mintát és meggyőződjön annak létezéséről, amit Irig küldött tanulmányozásra a helyi egyetemre. Lex Luthor ennek a Kryptonitnak egy részét elrejtette és egy ketrec rácsainak bevonására használta, hogy csapdába ejtse az Acélembert. Miután Superman megmenekült ebből a Kryptonit-börtönből és Lex Luthor látszólag meghalt. A Kryptonit legendájának növekedése folytatódott.
Sok bűnöző és egykori LexCorp alkalmazott kereste a módot Luthor Kryptonitjának kisajátítására. Tény, hogy a sorozatban felvonultatott legtöbb Kryptonit abból az első darabból származott, amit Wayne Irig talált meg. A 3. évad folyamán egy új második darabot fedeztek fel, amelyet Superman átnyújtott a S.T.A.R. Labs-nek tesztelésre. Ez volt a leggyakoribb forrása a sorozatban maradékként felvonultatott Kryptonitnak.
A Lois és Clark-ban a zöld Kryptonitot találékony módokon jelenítették meg. Egy epizódban tiszta Kryptonitból formáltak egy töltényt egy másikban pedig egy gonosz nő megpróbálta előidézni Superman halálát azzal, hogy megcsókolta őt, miután ajkait Kryptonittal szennyezett ajakrúzzsal kente be. A Metallo című epizódban, Emmett Vale tudós, aki tanulmányozta Luthor Kryptonitját, mialatt a Lexlabs-nál dolgozott, használt egy darabot, hogy erővel ruházza fel az általa – a végzetesen megsebesült bűnözőből John Corben-ből – létrehozott cyborg-ot.
A vörös Kryptonitot is felvonultatták a sorozatban. Egy epizódban közömbössé tette Superman-t, egy másikban Lois Lane-be juttatta át a képességeit, miután egy lézersugár segítségével összpontosított, míg egy másikban irányíthatatlanul feltöltötte képességeit, ezzel olyan dolgok alkalomszerű megtételére késztetve, mint járda átrepülése leszálláskor. A S.T.A.R. Labs egyik áruló tudósa létrehozott egy „Hibrid Kryptonit”-ot, aminek nem volt hatása a kryptoniakra, de ártott az embereknek.

### Rajzfilmsorozatok
1970-es és 1980-as évek Szuperbarátok című rajzfilmsorozata különféle epizódokban általában zöld Kryptonitot vonultatott fel. A „Nyugodjék Békében” című epizódban Sinestro úgy utalt a Kryptonit egy formájára, amelyet „Krypton Acél”-nak neveztek, mint „a Kryptonit egy ártalmatlan formája, amelyen csak Superman tud áthatolni.” Egy másik epizódban, melynek címe: „Sötétség Aranycsapdája” arany Kryptonit jelenik meg, amelyről azt állítják, hogy 20 láb (6.1 m) a hatótávolsága. A kék Kryptonit is megjelenik egy epizódban, amelyben Superman gyorsan öregszik a vörös Kryptonitnak való kitettségtől, ezért szerez magának egy kék Kryptonit mintát (amelyet az űrben lebegve fedezett fel) és arra használja, hogy gyógyítsa magát. (A kék Kryptonitnak negatív hatásai vannak a Bizarro-ra nézve, tehát pozitív hatásai kellene hogy legyenek Superman-re nézve).
Az 1990-es évek Superman rajzfilmsorozatában, egy tudományos magyarázat vetődik fel arra, hogy Superman előbb érzi a Kryptonit sugárzás káros hatásait, mint a földi emberek, mert a teste könnyebben elnyeli azt, mint egy az elemmel való közös kiindulóponton való osztozás eredményeként. A hatás olyan erős, hogy még egy apró szilánk is elég ahhoz, hogy kis távolságban fájdalmasan hasson Superman-re. Ez még azt is lehetetlenné teszi Superman számára, hogy megérintse az anyagot, mert ez egyenlő lenne azzal, mintha egy földi ember a meztelen bőrével egy nukleáris reaktorból származó radioaktív rudakat érintene meg. Csak az ólom képes gátolni a sugárzást és ezért ez Superman egyetlen védelme. Hamilton Professzor ellátja Superman-t egy ilyen helyzetekre való különleges és tartós ólom védőruhával.
Ennek két bizonyítéka van. Az első: a „Világ Legjobbjai” című rajzfilmsorozat „Jáde Sárkány” című háromrészes epizódja (a három rész átível a Batman Új Kalandjai és a Superman című rajzfilmsorozatok között) egy kínai sárkány formájúra faragott Kryptonit szoborról azt mondták, hogy átkozott, mert minden tulajdonosa, miután övé lett a mestermű, néhány évén belül meghalt. A második Lex Luthor Kryptonit mérgezése következtében rákos lett, amint láttuk az Igazságliga című rajzfilmsorozatban, Lex bevallotta, hogy szokása volt, hogy egy ököl méretű Kryptonit darabot tartani a zsebében éveken át. Ez felveti a Batman szokására vonatkozó kérdést, aki szintén egy Kryptonit darabot cipelt a ruhájának szíján; azonban amióta Batman látta mit tett a Kryptonit Luthor-ral, Batman híres módszeressége talán azt jelenti, hogy valószínűleg ólommal bevont erszényt tart magánál. A Batman-en túl című rajzfilmsorozatban, „A Hívás” című epizód második részében kiderült, hogy Bruce Wayne hátralévő életére tartogatta a Kryptonitot és a Kryptonit fecskendőt nagyon biztonságosan elzárva a Denevérbarlangban. Az Igazságliga sorozat azt is felfedi, hogy Batman hogyan szerezte a Kryptonitot.
A zöld Kryptonit anyagának egyetlen megmaradt változatát valaha a Detektívképregények Rajzolt Univerzumában láttuk. Amint azt fentebb említettük a „Krypto a Szuperkutya” című rajzfilmsorozat „Streaky macska farka” című epizódja lila pöttyös Kryptonitot vonultat fel, amely Szuperkutyát farkának csóválására kötelezi. Azonban majdnem biztos, hogy ez Streaky képzeletének szüleménye volt. A vörös Kryptonit is megjelent és azt állították róla, hogy egy napig fura hatásai vannak a kryptoniakra nézve. Felcserélte Kevin és Krypto gondolatait és eltávolította Krypto képességeit. A Kryptonit meg is jelenik a Szuperhősök Légiója című rajzfilmsorozat egyik epizódjában, amelyből kiderül, hogy Brainiac 5-nek van egy darabja belőle és Drax a gazfickó az, aki annak ellenére, hogy Superman-hez hasonló, védett ezzel szemben.

## Smallville
A 2000-es évek Smallville című televíziós sorozata kiterjeszti az anyag fogalmát úgy, hogy az emberekre nézve is ártalmas, valamint elterjedtté teszi az anyag használatát. A műsorban nem a zöld Kryptonit az egyetlen (a sorozat első két évadjában „meteorkő”-ként utalnak rá), ártalmas Clark Kent-re nézve, de bizarr változásokat idézhet elő emberekben, állatokban és növényekben általában erős veszélyes mutánsokká változtatva őket. Smallville lakói közösen „meteor őrültek”-ként ismerik őket, akikkel Clark-nak szembe kell helyezkednie. Ezek a változások, úgy tűnik, kapcsolatban vannak azokkal a körülményekkel, melyek során az alany Kryptonitnak volt kitéve és az alanyok érzelmi állapota (hasonló ahhoz, ahogy a gamma sugárzás hat az emberekre a Marvel képregének Univerzumában). Emberek csoportjain megmutatkozott, hogy Kryptonitból adódó azonos képességeket sajátítottak el azáltal, hogy ugyanolyan módon kitették magukat neki. A hosszan tartó kitettség emberekben önkéntelen görcsöket/rohamokat és rákot okozhat.
A Smallville-ben a Kryptonit által Clarknak okozott ártalom változatos. Nem tud a zöld Kryptonit közelében lenni émelygésbe és fájdalomba való belegörnyedés nélkül és ha egy töredékét a kezében tartaná, akkor az érintés megégetné és a vénák a kezében kitevődnének a Kryptonitnak és bezöldülnének. Azonban más különleges alkalmakkor Clark a kezében is tartott és még magához is vett Kryptonitot (habár higított formában) és teljesen legyengítve. Amikor Clark vérének egy fiolája Kryptonitnak volt kitéve, hogy igazolják eredetiségét, a vér forrni kezdett.
A vörös Kryptonit is megmutatkozott Smallville-ben, úgy hat Clark Kent-re, hogy minden gátlásától megszabadítja, lázadóvá és potenciálisan veszélyessé téve őt, ha túl sokáig ki van neki téve. Azonban úgy tűnik emberekre általában nincs hatása. A sorozat számára fekete Kryptonitot is létrehoztak (először a „Keresztes Hadjárat” című epizódban jelenik meg), amely képes bizonyos élőlények egyéni szervezeteken belüli különválasztására, például szétszakítani egy személy jó és gonosz oldalát. A fekete Kryptonitot zöld Kryptonit felhevítésével alkották meg.
A sorozatban miután Jor-El a barlangokban „újraprogramozza” Clark-ot, Martha Kent fekete Kryptonitot használt Clark két pszichéjének a harcos Kal-El-nek (nem keverendő össze a lázadó „Kal”-lal, amelyet vörös Kryptonit okoz) és normál Clark-nak a felfedésére. Egy későbbi epizódban, Lex Luthor kísérletezett egy a zöld Kryptonit felhevítésére irányuló eljárással és nem-sugárzó magvakkal, azért, hogy a magvakban a „gyenge” géneket elkülönítse az „erős” génektől. Ellenálló, de rothadt ízű gyümölcs volt az eredmény magába foglalva egyfajta yin és yang féle egyensúlyt, amely az emberekben is benne foglaltatik. Egy ezzel az eljárással kapcsolatos baleset Lex-et jó Lex-re és rossz Lex-re szakította szét, aki „Alexander”-nek hívta magát.
Az ezüst Kryptonit egyszer az ötödik évad „Szilánk” című epizódjában jelent meg. Mint az előző képregényekben, ez az ezüstforma, nem volt a kő igazi ezüst formája. Az epizódban, Clark megszúrta az ujját egy kövön, ami fekete alapon ezüstmetál csíkos volt és Clark a későbbiekben egyre inkább paranoiddá vált, azt képzelte, hogy mások összeesküdtek ellene. Az epizód befejező jeleneteiben, kiderült, hogy az elem egy szilánkja bekerült Clark vérkeringésébe. Azt is bemutatták, hogy az ezüst Kryptonitot mesterségesen hozták létre abból a folyékony fémből, amely Braniac testét formázza.